# Pieni Karhusaari
Pieni Karhusaari är en ö i Finland. Den ligger i sjön Ontojärvi och Nurmesjärvi och i kommunen Kuhmo i den ekonomiska regionen  Kehys-Kainuu  och landskapet Kajanaland, i den centrala delen av landet, 500 km nordost om huvudstaden Helsingfors. Öns area är 3,2 hektar och dess största längd är 320 meter i sydöst-nordvästlig riktning.